# Nikolajs Kozačuks
Nikolajs Kozačuks (ur. 7 sierpnia 1985 w Windawie) – łotewski piłkarz występujący na pozycji pomocnika w norweskim klubie Eiger FK. Wychowanek Ventspils, w karierze występował także w licznych klubach łotewskich, azerskich, izraelskich oraz czeskich.

## Sukcesy

### Ventspils
- Mistrzostwo Łotwy: 2011
- Puchar Łotwy: 2003, 2004, 2005, 2010/11